# 國家行政學院 (越南)
國家行政學院（越南语：／）是一個位於河內和胡志明市的學院。這學院直接屬于越南內務部。本學院轉給予大學，進士程度教育章程。此學院畢業生就在革級政權工作。教育領域包括：法律，行政，行政改革，政權，政權事務，行政服務，馬克思列寧主義，國事管理。